# Космос-1402
Космос-1402 — советский разведывательный спутник морской космической системы разведки и целеуказания серии УС-А. Был запущен 30 августа 1982 года с пусковой установки №19 площадки №90 космодрома Байконур. После отработки рабочей задачи в конце 1982 года ядерную энергетическую установку не удалось вывести на орбиту захоронения. Сложилась ситуация, предшествовавшая катастрофе, случившейся со спутником Космос-954. Американские СМИ активно обсуждали проблему советских спутников-шпионов с ядерными реакторами на борту.
К счастью, сработала система радиационной безопасности реактора, отсутствующая в предыдущих вариантах спутников серии УС-А, которая разрушила его на три большие части. Первая часть, скорее всего являющаяся антенной, сгорела в атмосфере 30 декабря. Вторая часть, собственно спутник, упала в Индийский океан 23 января 1983 года. И наконец, третья часть, активная зона реактора, сгорела и была рассеяна в атмосфере Земли над островом Вознесения в Атлантическом океане 7 февраля. Измерения концентраций урана-235 в атмосфере, проведённые год спустя, показали, что примерно 44 килограмма урана были рассеяны и оставались в стратосфере.
В течение последующих лет радиоактивные элементы из активной части реактора спутника выпадали на Землю в виде осадков.
После этой аварии полёты спутников серии УС-А были прекращены на полтора года.